# Чейс (округ, Канзас)
Шаблон:StateAbbr_ 38°18′00″ пн. ш. 96°35′00″ зх. д. / 38.3° пн. ш. 96.5833° зх. д.
Округ Чейс (англ. Chase County) — округ (графство) у штаті Канзас, США. Ідентифікатор округу 20017.

## Історія
Округ утворений 1859 року.

## Демографія
За даними перепису 
2000 року 
загальне населення округу становило 3030 осіб, усе сільське.
Серед мешканців округу чоловіків було 1544, а жінок — 1486. В окрузі було 1246 домогосподарств, 817 родин, які мешкали в 1529 будинках.
Середній розмір родини становив 2,92.
Віковий розподіл населення поданий у таблиці:
| Стать    | До 15 років | 15-21 | 22-29 | 30-39 | 40-49 | 50-65 | 65-85 | Понад 85 |
| -------- | ----------- | ----- | ----- | ----- | ----- | ----- | ----- | -------- |
| Чоловіки | 318         | 154   | 129   | 212   | 233   | 257   | 214   | 27       |
| Жінки    | 273         | 113   | 106   | 198   | 213   | 256   | 265   | 62       |

## Суміжні округи
- Морріс — північ
- Лайон — схід
- Грінвуд — південний схід
- Батлер — південний захід
- Меріон — захід

## Виноски
1. ↑  U.S. Decennial Census. United States Census Bureau. Архів оригіналу за 26 квітня 2015. Процитовано 22 липня 2014.
2. ↑  Historical Census Browser. University of Virginia Library. Архів оригіналу за 26 грудня 2013. Процитовано 22 липня 2014.
3. ↑  Population of Counties by Decennial Census: 1900 to 1990. United States Census Bureau. Архів оригіналу за 5 червня 2019. Процитовано 22 липня 2014.
4. ↑  Census 2000 PHC-T-4. Ranking Tables for Counties: 1990 and 2000 (PDF). United States Census Bureau. Архів оригіналу (PDF) за 18 грудня 2014. Процитовано 22 липня 2014.
5. ↑  State & County QuickFacts. United States Census Bureau. Архів оригіналу за 8 липня 2011. Процитовано 22 липня 2014. [Архівовано 2011-06-06 у Wayback Machine.](англ.) Наведено за англійською вікіпедією.
6. ↑  American FactFinder. Бюро перепису населення США. Архів оригіналу за 26 лютого 2012. Процитовано 31 січня 2008. [Архівовано 2008-05-21 у Wayback Machine.]

| США | Це незавершена стаття з географії США. Ви можете допомогти проєкту, виправивши або дописавши її. |